# Cosmisoma leucomelas
Cosmisoma leucomelas là một loài bọ cánh cứng trong họ Cerambycidae.